# Catorze (publicació digital)

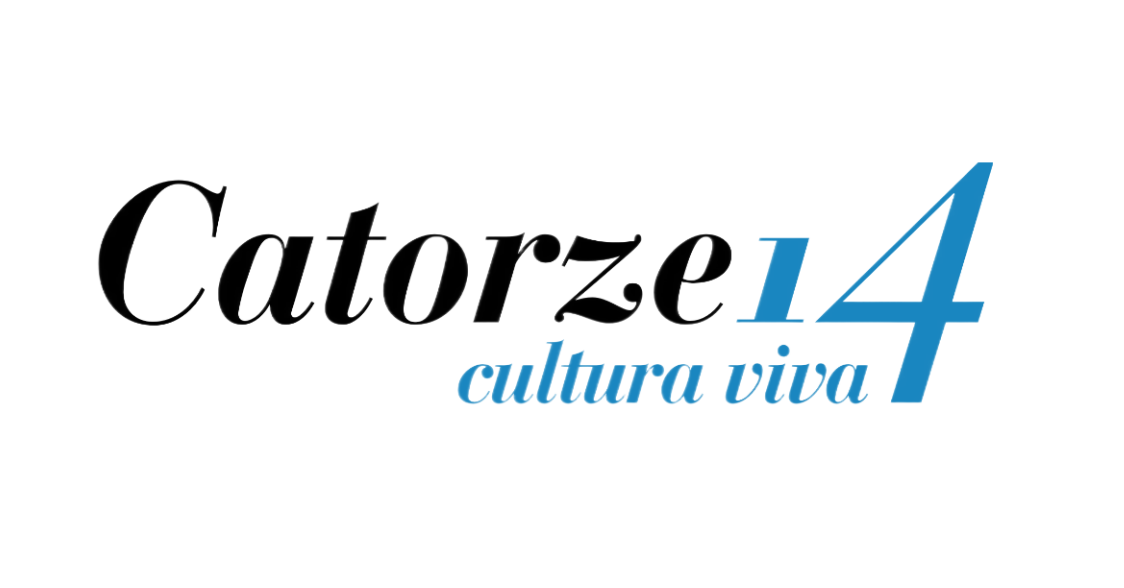
Logotip de Catorze

Catorze és un mitjà digital cultural. Té com a lema "volem ser, fer i encomanar cultura". Va néixer l'1 d'abril del 2014 impulsat per la periodista i escriptora Eva Piquer, que n'és l'editora i directora.
Catorze és tant un mitjà de divulgació d'allò que es fa en l'àmbit cultural com una plataforma per a la creació artística. Alterna col·laboradors de renom i trajectòria consolidada (Eva Armisén, Sílvia Bel, Ada Castells, Cristina Losantos, Care Santos, Ignasi Blanch, Muriel Villanueva) amb veus noves que busquen i troben en Catorze una oportunitat de donar-se a conèixer (Gemma Ventura, Maria Climent, Jenn Díaz, Marta Orriols, Jesús Lana, Andrea Jofre). S'ha situat com el primer mitjà digital de cultura, amb una audiència que ha superat el mig milió d'usuaris únics.

## Premis i reconeixements
- 2015 - Premi Lletra 2015[5] a la millor iniciativa digital sobre literatura catalana.
- 2017 - Premi Bones Pràctiques de Comunicació no Sexista, de l'Associació de Dones Periodistes de Catalunya.[6]
- 2018 - Premi Nacional de Cultura.
- 2020 - Premi Marta Mata, de l'associació Rosa Sensat.
- 2023 - VI Premi Llengua Nacional.[7]